# Centralne Muzeum Transportu Kolejowego Federacji Rosyjskiej
Centralne Muzeum Transportu Kolejowego Federacji Rosyjskiej (Центральный музей железнодорожного транспорта Российской Федерации) – rosyjska placówka muzealna z siedzibą w Petersburgu, powołana w 1813 przez ówczesny Instytut Korpusu Inżynierów Transportu Kolejowego (Институт Корпуса инженеров путей сообщения), którego prace są współcześnie kontynuowane przez Petersburski Państwowy Uniwersytet Kolejnictwa (Петербургский государственный университет путей сообщения). Przez lata muzeum zarządzane było przez Ministerstwo Kolei (Министерствo путей сообщения), obecnie podległe Ministerstwu Transportu Federalnej Agencji Transportu Kolejowego.
Ekspozycja muzealna mieści się w 11 salach na powierzchni około 1200 m², w budynku wybudowanym specjalnie dla muzeum w 1902 przez architekta P.S. Kupińskiego.
Muzeum koordynuje pracę około 250 placówek tego typu, w tym 17 poszczególnych dyrekcji okręgowych, węzłów itd.